# Triunfo de San Rafael (Plaza del Potro)
El Triunfo de San Rafael de la plaza del Potro es uno de los muchos triunfos existentes en la ciudad de Córdoba (España) dedicados al arcángel San Rafael, ángel custodio de la ciudad. Este triunfo, situado en la plaza del Potro desde el año 1924, es obra del escultor francés Michel de Verdiguier.

## Historia
El 2 de mayo de 1768, Michel de Verdiguier solicitó al ayuntamiento el terreno necesario para ubicar su obra, siéndole concedido el 15 del mismo mes en la plaza del Ángel (hoy plaza de San Ignacio de Loyola, junto a la Colegiata de San Hipólito), plaza que él mismo habitaba, en el ángulo donde no tiene salida.
La descripción de Ramírez de Arellano nos indica cómo era en su origen:

Sobre una basa de piedra blanca con recuadros negros, en que se representaba el hambre, la peste y las tormentas, había tres salientes sosteniendo la Fe, la Devoción y la Perseverancia, estatuas de barro que han caído hechas pedazos a las pedradas de los chicos. Desde aquel punto elévase una gallarda aguja truncada para posar la imagen de San Rafael, también mutilada en gran parte y perdido el oro que la cubría.

Aunque debido a su situación lamentable, que ya tenía a mitad del siglo XIX, fue propuesto su traslado a diferentes ubicaciones como la avenida del Gran Capitán, la antigua estación de ferrocarril, los jardines de la Agricultura e incluso, el alcalde Carlos Ramírez de Arellano proyectó situarlo en una fuente monumental que se construyera en el centro del Campo de la Merced, no fue hasta el año 1924 cuando se accedió al traslado.
Su petición definitiva fue llevada a cabo por parte de Enrique Romero de Torres:

(...) estaba casi destrozado en un rincón de la Plaza del Ángel, y era objeto de profanación por las noches, se restaurase y se trasladara a la Plaza del Potro, y con beneplácito del R. P. Superior de los Jesuitas residentes en San Hipólito, en unión de algunos vecinos que contribuyeron a los gastos del traslado.

## Inscripciones
| DESDE UN RINCON DE LA CIUDAD DONDE SE HALLABA FUE TRASLADADO AQUI ESTE MONUMENTO RESTAURADO EN EL AÑO MCMXXIV. Inscripción noreste. | EL DIA 27 DE OCTUBRE DE 1924 SE CELEBRO CON GRAN SOLEMNIDAD LA INAUGURACION Y BENDICION DE ESTE TRIUNFO OBRA DEL ESCULTOR D. MIGUEL VERDIGUIER. Inscripción noroeste. |